# مانوئل سوارز (بازیکن فوتبال)
مانوئل سوارز (انگلیسی: Manuel Suárez; Unknown – ۲۳ اوت ۱۹۳۶) بازیکن فوتبال اهل اسپانیا بود.
از باشگاه‌هایی که در آن بازی کرده‌است می‌توان به باشگاه فوتبال هرکولس، باشگاه فوتبال اسپانیول، باشگاه فوتبال اتلتیکو مادرید، باشگاه فوتبال رئال بتیس، و باشگاه فوتبال اتلتیک بیلبائو اشاره کرد.